# L'Ecò dou Bousquetoun
L'Ecò dou Bousquetoun fue una revista en occitano editada por los felibres que se encontraban en el frente durante la Primera Guerra Mundial.
Habría empezado a publicarse en junio de 1915 y cesado su aparición en diciembre de 1918. Se ha apuntado que, tras unos inicios modestos, terminaría convirtiéndose en «"órgano oficial" del pensamiento felibre».